# Temporada 2006 do International Rally Challenge
A Temporada 2006 do International Rally Challenge foi a temporada inaugural do rali, renomeado Intercontinental Rally Challenge desde 2007. A temporada consistia em quatro provas, começando a 26 de maio, com o Zulu Rally South Africa. A temporada terminou a 16 de setembro, com o Rali de San Remo. Giandomenico Basso foi o vencedor com o seu Fiat Grande Punto Abarth S2000 à frente de Alister McRae e Paolo Andreucci.

## Classificação pilotos
| Pos | Piloto               | RAS | BEL | PRT | ITA | Pts |
| --- | -------------------- | --- | --- | --- | --- | --- |
| 1   | Giandomenico Basso   |     | 1   | 1   |     | 20  |
| 2   | Alister McRae        | 1   |     |     |     | 10  |
| 2   | Paolo Andreucci      |     |     |     | 1   | 10  |
| 4   | Enzo Kuun            | 2   |     |     |     | 8   |
| 4   | Kris Princen         |     | 2   |     |     | 8   |
| 4   | Armindo Araújo       |     |     | 2   |     | 8   |
| 4   | Andrea Aghini        |     |     |     | 2   | 8   |
| 8   | Simon Jean-Joseph    |     |     | 5   | 5   | 8   |
| 9   | Renato Travaglia     |     |     | 8   | 3   | 7   |
| 10  | Etienne Lourens      | 3   |     |     |     | 6   |
| 10  | Larry Cols           |     | 3   |     |     | 6   |
| 10  | Fernando Peres       |     |     | 3   |     | 6   |
| 13  | Robbie Head          | 4   |     |     |     | 5   |
| 13  | Freddy Loix          |     | 4   |     |     | 5   |
| 13  | Bruno Magalhães      |     |     | 4   |     | 5   |
| 13  | Piero Longhi         |     |     |     | 4   | 5   |
| 17  | Hergen Fekken        | 5   |     |     |     | 4   |
| 17  | Bernd Casier         |     | 5   |     |     | 4   |
| 19  | Fernando Rueda       | 6   |     |     |     | 3   |
| 19  | Urmo Aava            |     | 6   |     |     | 3   |
| 19  | Gilles Panizzi       |     |     | 6   |     | 3   |
| 19  | Andrea Navarra       |     |     |     | 6   | 3   |
| 23  | Nicholas Ryan        | 7   |     |     |     | 2   |
| 23  | Enrique García Ojeda |     | 7   | Ret | 13  | 2   |
| 23  | Filipe Freitas       |     |     | 7   |     | 2   |
| 23  | Denis Colombini      |     |     |     | 7   | 2   |
| 27  | Jean-Pierre Damseaux | 8   |     |     |     | 1   |
| 27  | Bob Colsoul          |     | 8   |     |     | 1   |
| 27  | Luca Rossetti        |     |     |     | 8   | 1   |
| Pos | Piloto               | RAS | BEL | PRT | ITA | Pts |

| Cor        | Resultado             |
| ---------- | --------------------- |
| Ouro       | Vencedor              |
| Prata      | 2.º lugar             |
| Bronze     | 3.º lugar             |
| Verde      | Terminou, nos pontos  |
| Azul       | Terminou, sem pontos  |
| Púrpura    | Ret – Retirou-se      |
| Vermelho   | NQ – Não qualificado  |
| Preto      | DSQ – Desqualificado  |
| Branco     | NL – Não largou       |
| Branco     | C – Corrida cancelada |
| Azul claro | AT – Apenas Treino    |
| Sem cor    | NP – Não participou   |
| Sem cor    | Les – Lesionado       |
| Sem cor    | EX – Excluído         |